# 王大閎建國南路自宅
王大閎建國南路自宅，是曾位於臺灣臺北市大安區建國南路的住宅，為王大閎在1953年設計與自住使用，1960年代拆除。2014年於臺北市立美術館南側的花博公園美術園區重建，落成後由北美館營運，今名「王大閎建築劇場」。

## 由來

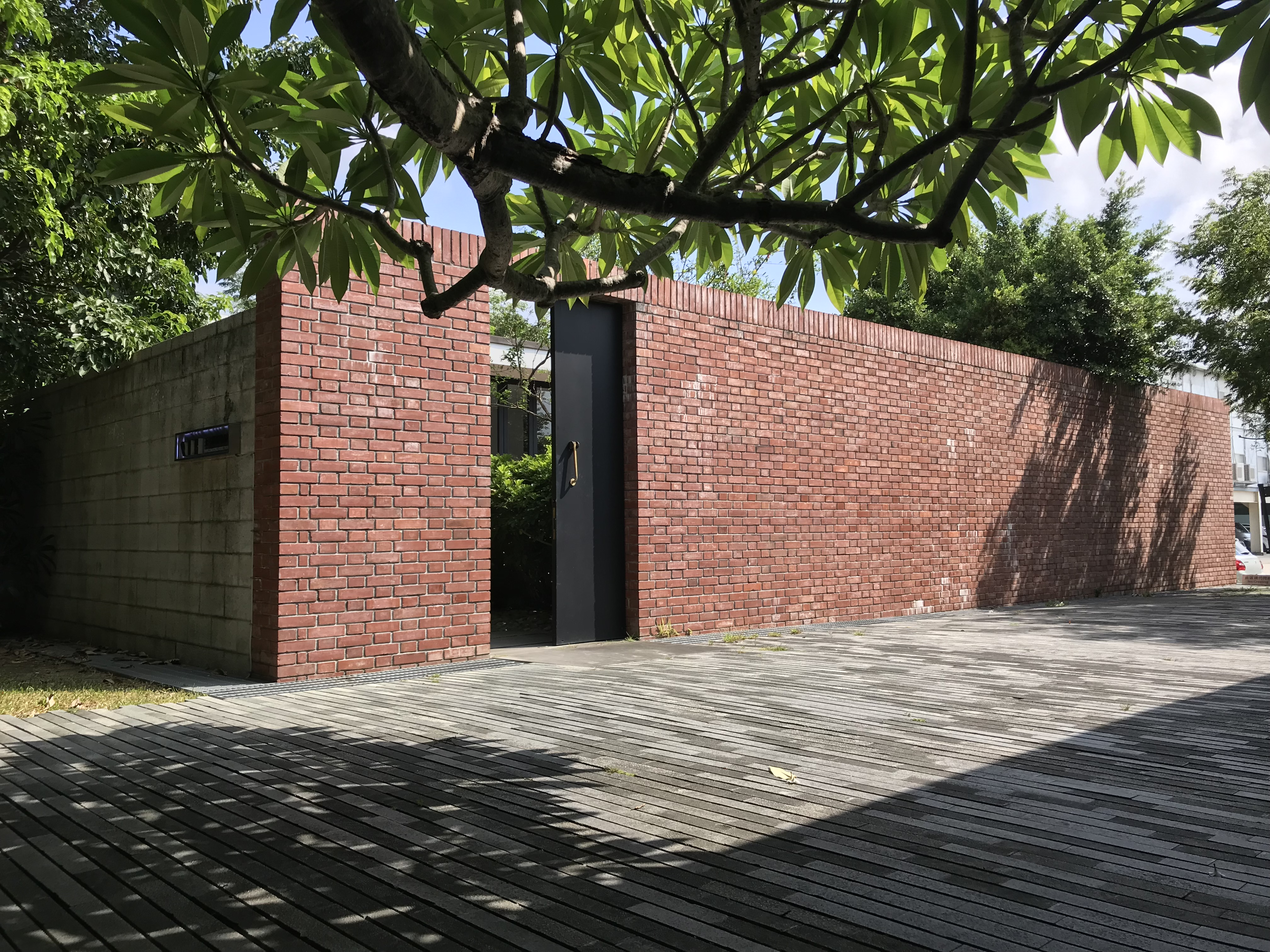
外牆

1953年，王大閎從香港來到臺灣不久。父親王寵惠便買下臺北市建國南路42巷（今建國南路1段212巷）一塊90坪大小的地，供兒子設計自己居所。當時因政治氣氛，台灣建築設計多崇尚中國宮殿式，王大閎便以他來臺灣第一件作品的自宅，作為「中國建築現代化」的嘗試。
落成後數年，1961年8月29日，王大閎寫信給老師華特·葛羅培斯時附上此宅照片，信裡倒數幾行提到希望他設計的房子看起來帶點中國味。

## 原貌

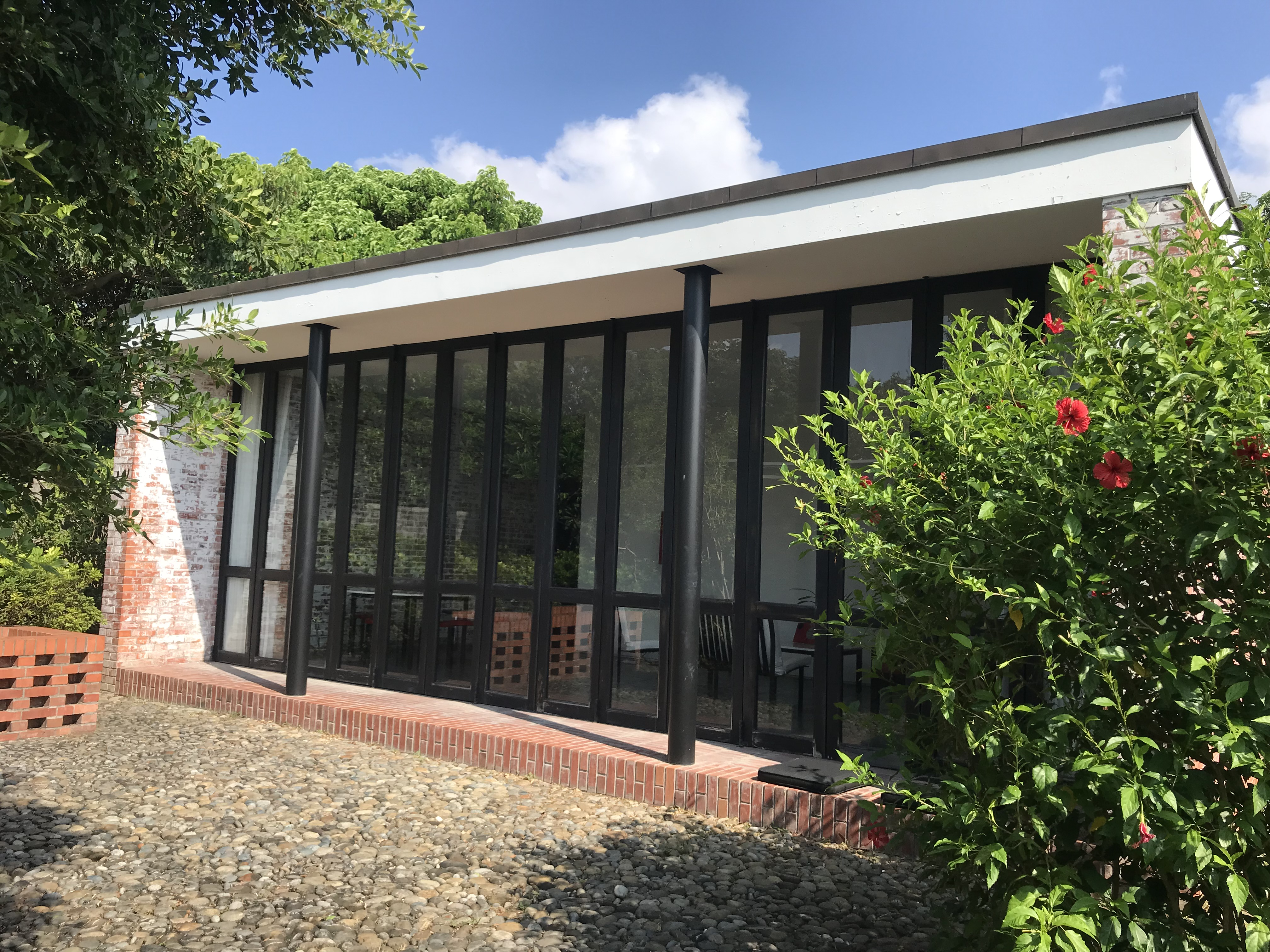
房舍與庭院小徑

相較於早年周圍是日式一樓斜瓦平房，王大閎建國南路自宅以近3公尺高的1.5B清水磚作圍牆，面外磚紅色，內牆刷白。與他後來的自宅虹廬皆採自轉折有致的苏州古典园林，讓人們從看不見內部的高牆入內，以經過庭園小徑沉澱心境。

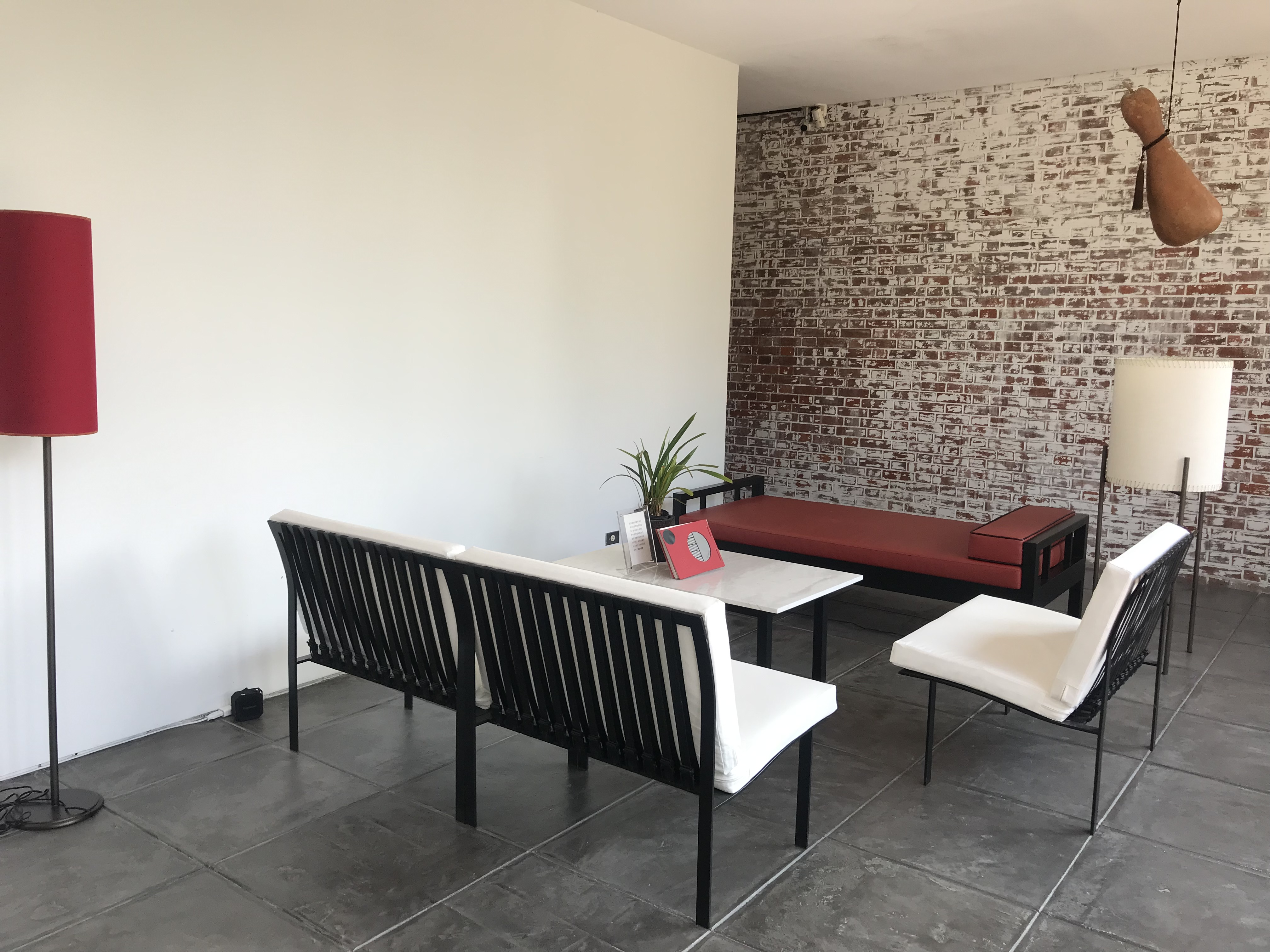
客餐廳

基地為50英尺寬乘以62英尺深，建物坐北朝南，外觀似盒。屋頂板為木構造，上方有油毛氈覆蓋，下以兩根黑色鑄鐵柱支撐。這兩根在落地窗外的鐵柱，除支撐住橫樑外，也呼應了傳統合院正廳的對稱。落地窗窗寬高比約略1：4.8，分為十四片，每片2英尺與屋內黑水泥地板的分割線完全等寬，無垂直窗樘只有上下窗樘。落地窗師法中國傳統建築門板，以每隔4英尺落一固定軸承來兩兩對開。
為保留庭院空間，屋內僅26坪。主構是由1B半的承重磚牆支撐，除南向與室內刷白外，其他外牆磚面皆保留清水磚原色。該年代因為二戰後不久，在金錢和物資匱乏的情況下，台灣戰後第一代建築共通點是沒有太多裝飾性的物件。

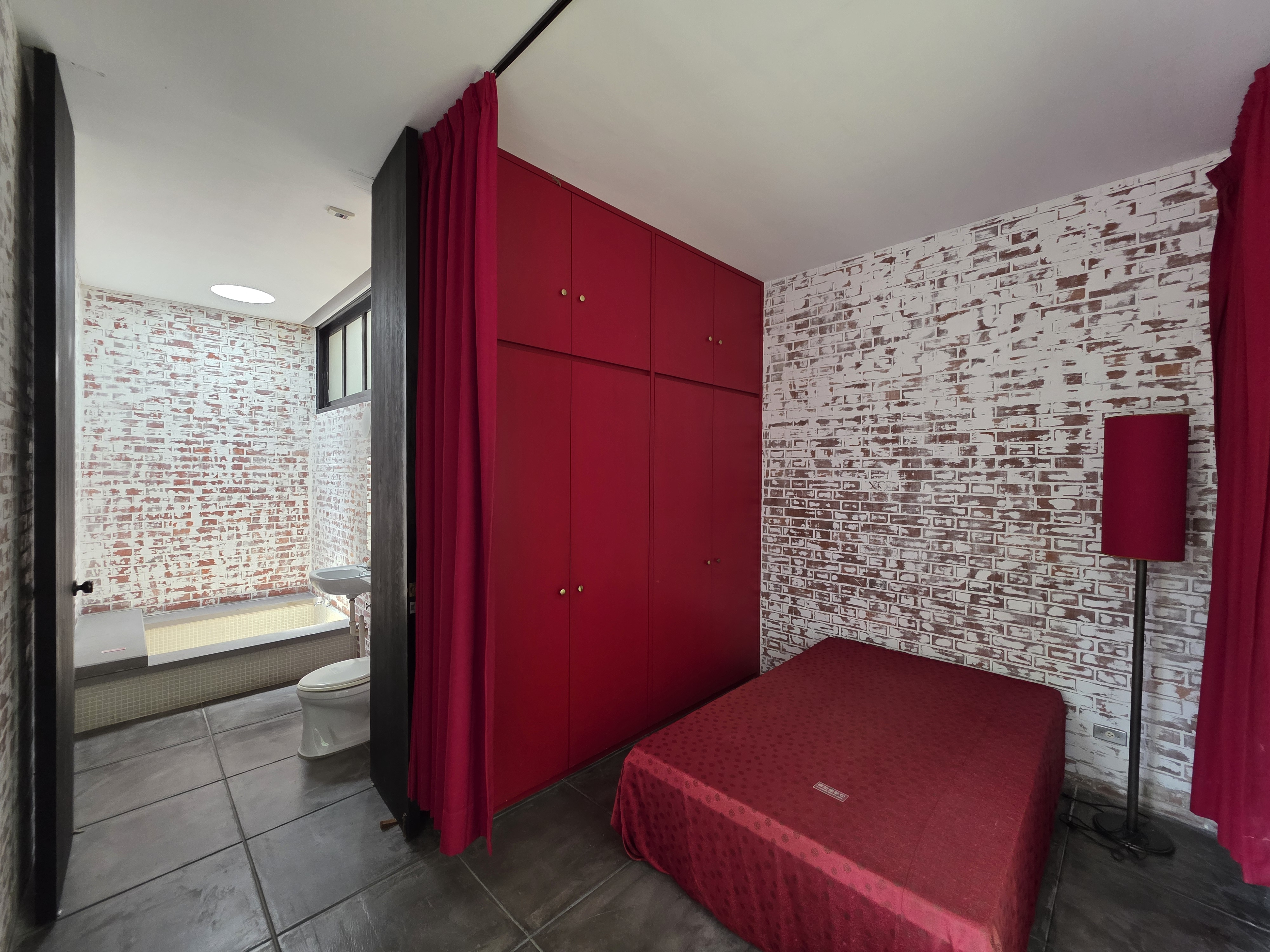
浴室和臥室

自圍牆西南角的黑漆雙扇門進入，踏過小卵石拍漿鋪設的植石，在石榴、桃花、鵝掌藤、桂花、鵝掌藤、福建茶等簇擁下逐步前行，推開兩扇黑色木門入內來到玄關，就見到高抵天花板的朱紅色高櫃。入口處可一路從客餐廳，經黑色落地窗見到戶外庭園，視線縮放間顯得乾淨俐落。天花版懸掛著大葫蘆，流露東方情調。內部除浴廁外，無其他門，藉由牆面交錯的手法保持獨立性。所有的傢俱皆以朱紅、黑、白三色呈現，有圓形白色餐桌，塗朱紅色的圓形板凳、潔白大理石面的茶桌、白色沙發、朱紅靠枕、朱紅色燈罩等。天花板沒有掛燈，以落地窗讓室內採光佳。牆壁酌以父親留下的陶瓷、字畫，增添室內氛圍。

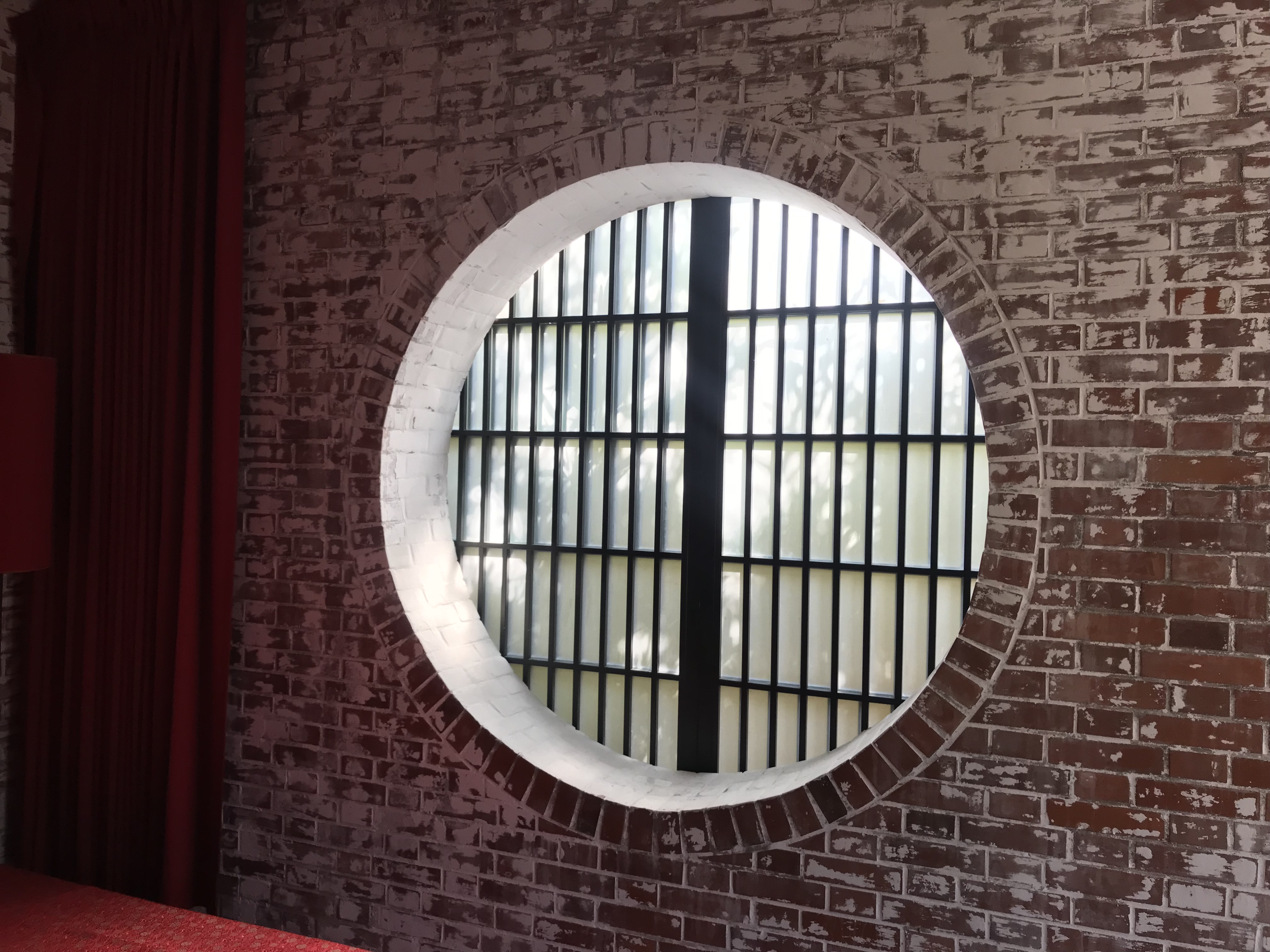
位於臥室的月洞窗

從客廳轉進後方就通往臥室。臥室位於東側，避開炎熱的曝曬。由於王大閎設計此屋時尚為單身，臥房只規畫一間。東側牆開個5.5英尺直徑、窗臺高68公分左右的月洞窗，窗外有滑軌可推動木製小矩形窗櫺。月洞窗配合窗外搖曳的綠竹，讓視線內外流動以再現月洞門的古雅詩意。王大閎小孩王依仁、王守正，兒時常在從此窗爬進爬出、或躺著從窗戶看天空。臥室擺設頂天花板的8英尺朱紅衣櫃，同樣與玄關的木櫃為四扇細長門扇、兩兩對開。

## 見習
王大閎建築研究與保存學會的徐明松表示，王大閎建國南路自宅重要性也在於剛到臺灣的王大閎在不熟悉本地氣候環境下，為他作品中最不受外在拘束的。對早年成功大學建築系學生，王大閎在建國南路自宅就是必見習之地。

## 拆除
王大閎一對兒女出生後，妻子王美惠於1958年前後留下大量在此宅的生活照。1964年5月12日清晨，47歲的王大閎與一名不到15歲的少女林美麗姘居，被28歲的王美惠發現，導致家庭破裂。同年王大閎在濟南路興建虹廬自住並賣掉舊宅。之後由一位傳教士居住兩年後轉賣，1960到70年代拆除改為四層樓建築。

## 重建
2006年，首次王大閎大型回顧展時就有人倡議建國南路自宅重建之事，以教授華昌宜最為積極。2008年10月11日，台中舊酒廠展出徐明松、王俊雄策畫的「粗獷與詩意：台灣戰後第一代建築展」，以建築模型展出王大閎建國南路自宅。
2013年2月起，徐明松、華昌宜、劉可強等建築學者積極串連重建與保留王大閎作品，獲吳清友等支持。由於王大閎建國南路自宅原址現為私人地，無法原址重建。5月31日，台北市政府邀徐明松、王大閎兒子、華昌宜等人尋覓重建地點。該自宅與同樣具設計感的臺北市立美術館（北美館）相呼應，故擇定在一旁的花博公園美術園區重建。7月17日，針對重建建國南路自宅一案，台北市政府文化局二科科長林長杰表示「還有技術性問題待解決」。因1950年代蓋屋無需執照，該宅沒有留下施工圖。王守正為重建，該年便以自家保留的四十多張黑白照片為本，重畫設計圖。為恢復到約1954年時的落成狀態，除靠照片、採訪匠師外，還須實驗找出擬真質感。
2014年1月2日，王大閎建築研究與保存學會的華昌宜將模型捐贈給市府，由副市長張金鶚代表接受，以宣布重建計畫起動。10月3日，台北市長郝龍斌、副市長張金鶚、王守正、文化部次長洪孟啟等舉行重建動土典禮。起初經費預估新台幣720萬，若含家具共約1000萬，由璞永建設與文心建設出資。之後加上興建一旁的書軒，耗資2900萬元建造。
2017年7月6日，捐贈啟用儀式上，王守正代替身體狀況不佳的父親出席，由文化部長鄭麗君及台北市副市長林欽榮、建築師李乾朗等見證。之後，文化局以「王大閎建國南路自宅（原貌重建）」登錄。2018年，北美館為強調「建築」與「劇場」兩個元素，以「王大閎建築劇場」之名作活化。